# Пам'ятники Коростишева
| Назва                            | Дата встановлення | Розташування | Фото | Короткі відомості                                                                                 |
| Матері                           |                   | 50°19′11.6″ пн. ш. 29°3′48.9″ сх. д. / 50.319889° пн. ш. 29.063583° сх. д.                                          |      | Встановлений з нагоди 511-ї річниці міста. Скульптор Віталій Рожик. Пам'ятник виконано з граніту. |
| Воїнам-інтернаціоналістам        |                   | 50°19′8.7″ пн. ш. 29°3′38.6″ сх. д. / 50.319083° пн. ш. 29.060722° сх. д.                                           |      |                                                                                                   |
| Ліквідаторам аварії на ЧАЕС      |                   | 50°19′9.2″ пн. ш. 29°3′41.5″ сх. д. / 50.319222° пн. ш. 29.061528° сх. д.                                           |      |                                                                                                   |
| Обеліск Перемоги                 | 1965              | Міський парк 50°19′12″ пн. ш. 29°3′56.3″ сх. д. / 50.32000° пн. ш. 29.065639° сх. д.                                |      |                                                                                                   |
| Героям радянсько-німецької війни |                   | Міський парк 50°19′12.7″ пн. ш. 29°3′57.5″ сх. д. / 50.320194° пн. ш. 29.065972° сх. д.                             |      |                                                                                                   |
| Діва Марія                       |                   | 50°19′6.5″ пн. ш. 29°3′58.4″ сх. д. / 50.318472° пн. ш. 29.066222° сх. д.                                           |      |                                                                                                   |
| Густаву Олізару                  |                   | 50°19′5.4″ пн. ш. 29°3′57″ сх. д. / 50.318167° пн. ш. 29.06583° сх. д.                                              |      |                                                                                                   |
| Воїнам 129-ї стрілецької дивізії |                   | На території подвір'я середньої школи № 2 50°19′5.7″ пн. ш. 29°3′51.8″ сх. д. / 50.318250° пн. ш. 29.064389° сх. д. |      |                                                                                                   |
| Жертвам Голодомору               |                   | 50°18′59.6″ пн. ш. 29°3′51.2″ сх. д. / 50.316556° пн. ш. 29.064222° сх. д.                                          |      |                                                                                                   |
| Тарасові Шевченку                |                   | 50°19′10.5″ пн. ш. 29°3′35.3″ сх. д. / 50.319583° пн. ш. 29.059806° сх. д.                                          |      |                                                                                                   |
| Коростишівським шахтарям         |                   | 50°19′9.6″ пн. ш. 29°3′33.4″ сх. д. / 50.319333° пн. ш. 29.059278° сх. д.                                           |      |                                                                                                   |

## Колишні пам'ятники
| Назва             | Дата встановлення | Дата знесення | Розташування                                                               | Фото | Короткі відомості |
| Володимиру Леніну | 1967              | 2014          | 50°19′11.1″ пн. ш. 29°3′41.6″ сх. д. / 50.319750° пн. ш. 29.061556° сх. д. |      | На честь Леніна В. І., лідера російської партії більшовиків під час Більшовицько-української війни. Скульптор Василь Агібалов. |